# Kolonia Zawady
Kolonia Zawady (do 2008 Zawady-Kolonia) – wieś w Polsce położona w województwie łódzkim, w powiecie łaskim, w gminie Widawa. Do 2007 roku nosiła nazwę Zawady-Kolonia.
W latach 1975–1998 miejscowość należała administracyjnie do województwa sieradzkiego.
Przez miejscowość przebiega droga wojewódzka nr 480.